# Lista miast w województwie podkarpackim
W województwie podkarpackim znajdują się 54 miasta o łącznej populacji 851 287 osób, co stanowi 41,1% całej ludności województwa (stan na 1 stycznia 2024 r.).
Największym miastem w województwie jest Rzeszów zamieszkiwany przez 197 268 osób. Populacja Rzeszowa stanowi 23,17% ludności miejskiej województwa. W województwie znajduje się łącznie 21 miast powiatowych, w tym 4 miasta na prawach powiatu - Rzeszów, Przemyśl, Tarnobrzeg i Krosno, w których zamieszkuje łącznie 16,46% populacji podkarpackiego. Najmniejszym miastem powiatowym jest Lesko z populacją 5098 mieszkańców. Natomiast największym miastem niebędącym siedzibą powiatu jest Sędziszów Małopolski zamieszkiwany przez 12 368 osób. Najmniejszą liczbę ludności ma Dubiecko – 801 osób.
Największą powierzchnię zajmuje Rzeszów – 129,01 km², zaś najmniejszą Dubiecko – 2,38 km². Łącznie powierzchnia obszarów miejskich w województwie wynosi 1279,49 km², czyli 7,2% powierzchni województwa. Jednocześnie największą gęstość zaludnienia na poziomie 1529 os./km² ma Rzeszów, zaś najmniejszą gęstością cechuje się Przecław – 113 os./km².
Najwięcej – sześć miast, znajduje się w powiecie rzeszowskim: Głogów Małopolski, Boguchwała, Dynów, Sokołów Małopolski, Tyczyn i Błażowa. Zaś tylko po jednym mieście znajduje się w powiatach bieszczadzkim, brzozowskim, kolbuszowskim, leskim, łańcuckim i strzyżowskim.
W tabeli przedstawiono miasta województwa podkarpackiego uszeregowane według liczby ludności. Informacje dotyczące liczby ludności podano na podstawie danych Głównego Urzędu Statystycznego według stanu na dzień 1 stycznia 2024 r. Nazwy miast powiatowych pogrubiono, a nazwy miast na prawach powiatu dodatkowo zapisano kursywą. Nazwiska włodarzy miast, posługujących się tytułem prezydenta miasta zapisano kursywą.
| #   | Herb | Nazwa                | Powiat                 | Liczba ludności (1 stycznia 2024) | Powierzchnia [km²] (1 stycznia 2024) | Gęstość zaludnienia [os./km²] (1 stycznia 2024) | Burmistrz/Prezydent     | Współrzędne                               |
| --- | ---- | -------------------- | ---------------------- | --------------------------------- | ------------------------------------ | ----------------------------------------------- | ----------------------- | ----------------------------------------- |
| 1.  |      | Rzeszów              | Rzeszów                | 197 268                           | 129,01                               | 1529                                            | Konrad Fijołek          | 50°02′01″N 22°00′17″E/50,033611 22,004722 |
| 2.  |      | Mielec               | mielecki               | 56 972                            | 46,89                                | 1215                                            | Radosław Swół           | 50°17′30″N 21°26′00″E/50,291667 21,433333 |
| 3.  |      | Przemyśl             | Przemyśl               | 56 050                            | 46,17                                | 1214                                            | Wojciech Bakun          | 49°46′56″N 22°46′28″E/49,782222 22,774444 |
| 4.  |      | Stalowa Wola         | stalowowolski          | 55 127                            | 82,52                                | 668                                             | Lucjusz Nadbereżny      | 50°34′34″N 22°03′40″E/50,576111 22,061111 |
| 5.  |      | Krosno               | Krosno                 | 44 060                            | 44,71                                | 985                                             | Piotr Przytocki         | 49°40′56″N 21°45′57″E/49,682222 21,765833 |
| 6.  |      | Tarnobrzeg           | Tarnobrzeg             | 43 712                            | 85,40                                | 512                                             | Łukasz Nowak            | 50°34′22″N 21°40′43″E/50,572778 21,678611 |
| 7.  |      | Dębica               | dębicki                | 42 986                            | 33,83                                | 1271                                            | Mateusz Kutrzeba        | 50°03′03″N 21°24′34″E/50,050833 21,409444 |
| 8.  |      | Jarosław             | jarosławski            | 35 298                            | 34,62                                | 1020                                            | Marcin Nazarewicz       | 50°01′07″N 22°40′47″E/50,018611 22,679722 |
| 9.  |      | Sanok                | sanocki                | 34 345                            | 39,17                                | 877                                             | Tomasz Matuszewski      | 49°33′30″N 22°12′20″E/49,558333 22,205556 |
| 10. |      | Jasło                | jasielski              | 32 727                            | 36,52                                | 896                                             | Adam Kostrząb           | 49°44′52″N 21°28′17″E/49,747778 21,471389 |
| 11. |      | Łańcut               | łańcucki               | 17 703                            | 19,42                                | 912                                             | Damian Szubart          | 50°04′05″N 22°13′47″E/50,068056 22,229722 |
| 12. |      | Ropczyce             | ropczycko-sędziszowski | 15 794                            | 47,10                                | 335                                             | Kazimierz Moskal        | 50°03′10″N 21°36′33″E/50,052778 21,609167 |
| 13. |      | Przeworsk            | przeworski             | 14 523                            | 22,13                                | 656                                             | Leszek Kisiel           | 50°03′31″N 22°29′37″E/50,058611 22,493611 |
| 14. |      | Nisko                | niżański               | 14 477                            | 60,96                                | 237                                             | Konrad Krzyżak          | 50°31′10″N 22°08′30″E/50,519444 22,141667 |
| 15. |      | Leżajsk              | leżajski               | 12 697                            | 20,58                                | 617                                             | Krzysztof Trębacz       | 50°15′40″N 22°25′10″E/50,261111 22,419444 |
| 16. |      | Sędziszów Małopolski | ropczycko-sędziszowski | 12 368                            | 36,99                                | 334                                             | Bogusław Kmieć          | 50°04′10″N 21°42′05″E/50,069444 21,701389 |
| 17. |      | Lubaczów             | lubaczowski            | 11 313                            | 25,74                                | 440                                             | Krzysztof Szpyt         | 50°09′33″N 23°07′19″E/50,159167 23,121944 |
| 18. |      | Głogów Małopolski    | rzeszowski             | 10 583                            | 38,20                                | 277                                             | Tomasz Skoczylas        | 50°09′04″N 21°57′46″E/50,151111 21,962778 |
| 19. |      | Nowa Dęba            | tarnobrzeski           | 10 381                            | 16,70                                | 622                                             | Wiesław Kazimierz Ordon | 50°24′53″N 21°45′12″E/50,414722 21,753333 |
| 20. |      | Kolbuszowa           | kolbuszowski           | 8495                              | 7,98                                 | 1065                                            | Grzegorz Romaniuk       | 50°14′39″N 21°46′30″E/50,244167 21,775000 |
| 21. |      | Ustrzyki Dolne       | bieszczadzki           | 8410                              | 16,79                                | 501                                             | Michał Wnuk             | 49°25′47″N 22°35′12″E/49,429722 22,586667 |
| 22. |      | Strzyżów             | strzyżowski            | 8402                              | 13,89                                | 605                                             | Agata Gadziała          | 49°52′15″N 21°47′28″E/49,870833 21,791111 |
| 23. |      | Brzozów              | brzozowski             | 7158                              | 11,46                                | 625                                             | Szymon Stapiński        | 49°41′43″N 22°01′10″E/49,695278 22,019444 |
| 24. |      | Rudnik nad Sanem     | niżański               | 6375                              | 36,60                                | 174                                             | Tadeusz Handziak        | 50°26′35″N 22°14′53″E/50,443056 22,248056 |
| 25. |      | Boguchwała           | rzeszowski             | 6291                              | 9,11                                 | 691                                             | Wiesław Kąkol           | 49°58′59″N 21°56′23″E/49,983056 21,939722 |
| 26. |      | Dynów                | rzeszowski             | 5997                              | 24,55                                | 244                                             | Zygmunt Frańczak        | 49°48′53″N 22°13′54″E/49,814722 22,231667 |
| 27. |      | Jedlicze             | krośnieński            | 5530                              | 10,60                                | 522                                             | Wojciech Tomkiewicz     | 49°42′59″N 21°38′44″E/49,716389 21,645556 |
| 28. |      | Nowa Sarzyna         | leżajski               | 5357                              | 9,15                                 | 585                                             | Andrzej Rychel          | 50°19′13″N 22°20′40″E/50,320278 22,344444 |
| 29. |      | Lesko                | leski                  | 5098                              | 15,33                                | 333                                             | Adam Snarski            | 49°28′28″N 22°19′44″E/49,474444 22,328889 |
| 30. |      | Pilzno               | dębicki                | 4994                              | 16,03                                | 312                                             | Tadeusz Pieczonka       | 49°58′43″N 21°17′29″E/49,978611 21,291389 |
| 31. |      | Radymno              | jarosławski            | 4935                              | 13,62                                | 362                                             | Mieczysław Piziurny     | 49°57′07″N 22°49′05″E/49,951944 22,818056 |
| 32. |      | Zagórz               | sanocki                | 4913                              | 22,53                                | 218                                             | Ernest Nowak            | 49°30′10″N 22°15′43″E/49,502778 22,261944 |
| 33. |      | Tyczyn               | rzeszowski             | 4562                              | 9,67                                 | 472                                             | Janusz Błotnicki        | 49°57′55″N 22°01′59″E/49,965278 22,033056 |
| 34. |      | Sokołów Małopolski   | rzeszowski             | 4346                              | 15,55                                | 279                                             | Andrzej Kraska          | 50°13′57″N 22°07′15″E/50,232500 22,120833 |
| 35. |      | Pruchnik             | jarosławski            | 3625                              | 19,89                                | 182                                             | Stanisław Kłopot        | 49°54′22″N 22°30′58″E/49,906111 22,516111 |
| 36. |      | Rymanów              | krośnieński            | 3545                              | 12,39                                | 286                                             | Grzegorz Wołczański     | 49°34′35″N 21°52′03″E/49,576389 21,867500 |
| 37. |      | Radomyśl Wielki      | mielecki               | 3409                              | 8,79                                 | 388                                             | Agnieszka Machnik       | 50°11′41″N 21°16′24″E/50,194722 21,273333 |
| 38. |      | Kańczuga             | przeworski             | 2900                              | 7,51                                 | 386                                             | Andrzej Żygadło         | 49°59′00″N 22°24′42″E/49,983333 22,411667 |
| 39. |      | Oleszyce             | lubaczowski            | 2816                              | 5,08                                 | 554                                             | Michał Jabłoński        | 50°10′01″N 23°01′51″E/50,166944 23,030833 |
| 40. |      | Zaklików             | stalowowolski          | 2780                              | 11,59                                | 240                                             | Dariusz Toczyski        | 50°44′49″N 22°06′08″E/50,746944 22,102222 |
| 41. |      | Brzostek             | dębicki                | 2688                              | 8,82                                 | 305                                             | Zbigniew Kowalski       | 49°52′47″N 21°24′37″E/49,879722 21,410278 |
| 42. |      | Błażowa              | rzeszowski             | 2096                              | 4,23                                 | 496                                             | Jerzy Kocój             | 49°53′00″N 22°05′58″E/49,883333 22,099444 |
| 43. |      | Sieniawa             | przeworski             | 2007                              | 6,74                                 | 298                                             | Witold Mrozek           | 50°10′41″N 22°36′36″E/50,178056 22,610000 |
| 44. |      | Narol                | lubaczowski            | 1979                              | 12,39                                | 160                                             | Arkadiusz Mroczek       | 50°21′01″N 23°19′38″E/50,350278 23,327222 |
| 45. |      | Dukla                | krośnieński            | 1971                              | 5,55                                 | 355                                             | Krystyna Andruch        | 50°44′49″N 22°06′08″E/50,746944 22,102222 |
| 46. |      | Przecław             | mielecki               | 1820                              | 16,04                                | 113                                             | Maciej Jemioło          | 50°11′36″N 21°28′48″E/50,193333 21,480000 |
| 47. |      | Cieszanów            | lubaczowski            | 1815                              | 15,06                                | 121                                             | Zdzisław Zadworny       | 50°14′43″N 23°07′46″E/50,245278 23,129444 |
| 48. |      | Iwonicz-Zdrój        | krośnieński            | 1540                              | 5,89                                 | 261                                             | Grzegorz Nieradka       | 49°34′24″N 21°47′37″E/49,573333 21,793611 |
| 49. |      | Baranów Sandomierski | tarnobrzeski           | 1395                              | 9,15                                 | 152                                             | Marek Mazur             | 50°29′59″N 21°32′29″E/50,499722 21,541389 |
| 50. |      | Ulanów               | niżański               | 1368                              | 8,20                                 | 167                                             | Stanisław Garbacz       | 50°29′25″N 22°15′55″E/50,490278 22,265278 |
| 51. |      | Kołaczyce            | jasielski              | 1359                              | 7,15                                 | 190                                             | Magdalena Stasiowska    | 49°48′30″N 21°26′25″E/49,808333 21,440278 |
| 52. |      | Jawornik Polski      | przeworski             | 1140                              | 8,48                                 | 134                                             | Łukasz Kawaliło         | 49°53′19″N 22°17′06″E/49,888611 22,285000 |
| 53. |      | Bircza               | przemyski              | 986                               | 4,64                                 | 213                                             | Anna Szymaszek          | 49°41′32″N 22°28′46″E/49,692222 22,479444 |
| 54. |      | Dubiecko             | przemyski              | 801                               | 2,38                                 | 337                                             | Jacek Grzegorzak        | 49°49′32″N 22°23′24″E/49,825556 22,390000 |